# Udebanedragt
En udebanedragt er en spilledragt, der bæres af udebaneholdet i holdsportskampe. Den påkræves af et hold i en kamp, hvor holdene ellers ville bære samme farver. Dette forhindrer forvirring hos dommere, spillere og tilskuere. I nogle sportsgrene er det i stedet hjemmeholdet som skifter spilledragt hvis dragterne ellers ville have samme farve (som i rugby og tidlige dage i fodbold). I nogle tilfælde bærer et hjemmebanehold sin udebanedragt, fordi den er mere populær end hjemmebanedragten.
| Sport | Spire Denne artikel om sport er en spire som bør udbygges. Du er velkommen til at hjælpe Wikipedia ved at udvide den. |